# 足利茶茶丸
足利茶茶丸（生年不詳－1498年8月）是室町時代後期武將。初代堀越公方足利政知之子。異母弟有潤童子、室町幕府第11代將軍足利義澄。
關於逝世年份，有延德3年（1491年）和明應2年（1493年）的説法。「茶茶丸」是幼名，因為在正式元服前就死去，沒有成人的實名或諱。但是在高松藩松平家編纂的『歴朝要紀』中，記載茶茶丸的名稱是政綱。

## 生平
雖然是家中嫡男，但是因為素行不良，於是被父親政知軟禁在土牢，並以弟弟潤童子為後嗣。一説是潤童子的實母（茶茶丸的繼母）円滿院向政知進讒。執事上杉政憲因為茶茶丸的廢嫡問題而向政知進諌，但是政知不接受，政憲因此自殺。延德3年（1491年）4月在政知死後，茶茶丸遭到繼母円滿院虐待，於是在7月殺死牢番並逃獄，下定決心成為堀越公方而把潤童子和繼母殺死，成為事實上的公方。
但是後來聽信奸臣的讒言，誅殺筆頭家老‧韮山城城主外山豐前守和秋山新藏人等重臣，失去舊臣的支持，内紛波及伊豆國内。明應2年（1493年）10月，興國寺城的伊勢宗瑞（北條早雲）乘著混亂攻入伊豆，而茶茶丸因為殺死了新將軍義澄的母親（円満院）而被視為反逆者，失去人心的堀越公方因而滅亡。
一直以來的説法指此時沒有與宗瑞為敵，而是在伊豆韮山的願成就院自殺；但是實際上在明應4年（1495年），被宗瑞從伊豆國流放，之後依靠山内上杉氏和武田氏來奪回伊豆，在近年的研究中漸漸被明確。明應7年（1498年）8月，在甲斐國（或是伊豆深根城）被宗瑞捕捉而自殺。